# Едуардо Валиньо
Едуардо Валиньо (на испански: Eduardo Valiño) е испански футболист, нападател.

## Кариера
По време на кариерата си играе за Атлетико Мадрид и Депортиво Ла Коруня. Има 3 мача и 7 гола за националния отбор на Испания и участва на Мондиал 1934.
По-късно е треньор на Депортиво Ла Коруня.